# Benoît Dejemeppe
Benoît Dejemeppe (Ukkel, 27 augustus 1951) is een Belgisch raadsheer en lid van het Hof van Cassatie. Hij is tevens sinds 2014 voorzitter van de orde van geneesheren. Dejemeppe werd vooral bekend door de zaak-Dutroux waarbij hij procureur des Konings van het Brusselse parket was.

## Biografie
Dejemeppe begon als advocaat aan de balie van Brussel en werd er later onderzoeksrechter. In 1988 werd hij procureur des Konings van het Brusselse Parket nadat hij er al enige tijd substituut was. Hij bleef 14 jaar in die functie. In 2002 werd hij benoemd als raadsheer bij het Hof van Cassatie.